# Властіміл Бродський
Властіміл Бродський (чеськ. Vlastimil Brodský; 15 грудня 1920, Грушов—20 квітня 2002, Слунечна) — чеський актор театру, кіно і телебачення.

## Біографія
У 1940-х роках починає грати в театрі, зокрема, працював в празькому Театрі в Виноградах. У кіно з 1944 року («Богема»). Знявся в більш ніж 100 фільмах.
Був одружений з акторкою Яною Брейховою. Дочка, Тереза Бродська — акторка, син Марек Бродський — актор.
Наклав на себе руки 20 квітня 2002 року.

## Фільмографія
- Втрачена фотографія (1959) — тур-менеджер Туречек
- Ось прийде кіт (1963) — Роберт
- Поїзди під пильним спостереженням (1966) - Зеднічек, колаборант
- Арабелла (1979) — король Країни Казок
- Таємниця карпатського замку (1981) — Ігнац
- Відвідувачі (1983) — дідусь Дрхлік, великий вчитель